# Prêmio Multishow de Música Brasileira 2004
O Prêmio Multishow de Música Brasileira 2004 foi a décima primeira edição da premiação realizada pelo canal de televisão Multishow. Ocorreu em 1º de junho de 2004 e foi transmitido ao vivo do Theatro Municipal do Rio de Janeiro.

## Categorias
| Categoria             | Vencedor                                  | Indicados |
| --------------------- | ----------------------------------------- | --- |
| Melhor Cantor         | Caetano Veloso                            | - Chorão - Samuel Rosa - Toni Garrido - Zeca Pagodinho                                                             |
| Melhor Cantora        | Maria Rita                                | - Ana Carolina - Gal Costa - Paula Toller - Sandy                                                                  |
| Melhor Música         | Skank — Vou Deixar                        | - Ivete Sangalo — Sorte Grande - Jota Quest — Amor Maior - Los Hermanos — O Vencedor - Maria Rita — A Festa        |
| Melhor Clipe          | Frejat — Túnel do Tempo                   | - Detonautas — Olhos Certos - Los Hermanos — Cara Estranho - Marcelo D2 — Loadeando - Sandy & Junior — Desperdiçou |
| Melhor Show           | Skank                                     | - Charlie Brown Jr. - Jota Quest - Maria Rita - Titãs                                                              |
| Melhor CD             | Marcelo D2 — A Procura da Batida Perfeita | - Los Hermanos — Ventura - Maria Rita — Maria Rita - Sandy & Junior — Identidade - Skank — Cosmotron               |
| Melhor DVD            | Jota Quest — MTV ao Vivo                  | - CPM 22 - Maria Rita - Os Paralamas do Sucesso - Zeca Pagodinho                                                   |
| Revelação Solo        | Pitty                                     | - Felipe Dylon - Luka - Preta Gil - Vanessa da Mata                                                                |
| Revelação Grupo       | Babado Novo                               | - Eletrosamba - Kaleidoscópio - Lan Lan e os Elaines - Reação em Cadeia                                            |
| Melhor Grupo          | Los Hermanos                              | - CPM 22 - Jota Quest - O Rappa - Skank                                                                            |
| Melhor Instrumentista | Champignon (Charlie Brown Jr.)            | - George Israel (Kid Abelha) - Junior Lima (Sandy & Junior) - Tony Bellotto (Titãs) - Yamandu Costa                |